# Atmosfære (himmellegeme)
 For alternative betydninger, se Atmosfære. (Se også artikler, som begynder med Atmosfære)
Atmosfære (græsk: atmós for tåge, damp og sphaîra for kugle) er det generelle navn på et lag med gas, som kan ligge rundt om et legeme med tilstrækkelig stor masse. Gasserne er tiltrukket af legemets tyngdekraft og holdes fast, hvis atmosfæretemperaturen er lav nok.
Jorden, Venus, Mars, Pluto og to af månerne til de yderste planeter, Titan og Triton, har atmosfærer.
Nogle planeter består hovedsagelig af diverse gasser og får derfor ikke en dyb atmosfære. Dette gælder for gasgiganterne. Gasgiganterne i den ydre del af solsystemet (Jupiter, Saturn, Uranus og Neptun) er hovedsagelig sammensat af gasser. Andre legemer i Solsystemet har ekstremt tynde atmosfærer: Månen (natrium), Merkur (natrium), Europa (oxygen) og Io (svovl).
Jorden har en speciel atmosfære, da den indeholder gasser skabt af livet på Jorden. Gasserne muliggør samtidig livet på Jorden (nitrogen, oxygen, vanddamp og kuldioxid).